# Surrey Light Cars

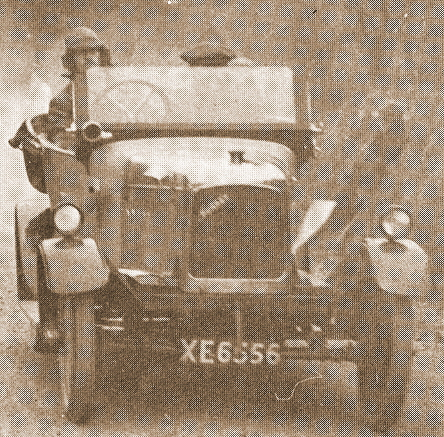
Surrey 10.8 hp (1923). Man beachte die Ähnlichkeit mit dem Warren-Lambert 11 hp von 1920!

Surrey Light Cars war ein britischer Automobilhersteller, der 1920–1930 in Putney bei London ansässig war.
Surrey-Wagen waren sehr leicht und bisweilen kräftig motorisiert. Als Antriebsquellen standen seitengesteuerte Vier- und Sechszylinder-Reihenmotoren zur Verfügung. Die Wagen wogen nur zwischen 762 und 965 kg.

## Modelle
| Modell   | Bauzeitraum | Zylinder | Hubraum       | Radstand |
| -------- | ----------- | -------- | ------------- | -------- |
| 10.8 hp  | 1920–1923   | 4 Reihe  | 1368–1498 cm³ | 2591 mm  |
| 19/50 hp | 1922–1926   | 6 Reihe  | 2176 cm³      | 2819 mm  |
| 10/30 hp | 1926–1930   | 4 Reihe  | 1247 cm³      | 2794 mm  |
| 12/36 hp | 1926–1930   | 4 Reihe  | 1496 cm³      | 2743 mm  |
| 18/50 hp | 1928–1930   | 6 Reihe  | 2800 cm³      | 2819 mm  |